# Ernest Hemingway
Ernest Miller Hemingway (ur. 21 lipca 1899 w Oak Park w Illinois, zm. 2 lipca 1961 w Ketchum w Idaho) – amerykański pisarz i dziennikarz. Został laureatem Nagrody Pulitzera za opowiadanie Stary człowiek i morze w 1953 roku oraz Nagrody Nobla w dziedzinie literatury rok później. Jest autorem takich powieści jak Słońce też wschodzi, Pożegnanie z bronią, Komu bije dzwon oraz opowiadań Śniegi Kilimandżaro i Stary człowiek i morze.
Hemingway dorastał w Oak Park. Po skończeniu liceum pracował przez kilka miesięcy dla gazety „The Kansas City Star”. W 1918 roku w trakcie I wojny światowej został ciężko ranny i po odzyskaniu sił powrócił do domu. Jego doświadczenia wojenne stanowiły podstawę do napisania powieści Pożegnanie z bronią. Miał cztery żony i troje dzieci. W 1921 roku poślubił Hadley Richardson, po czym razem zamieszkali w Paryżu. Tam przebywał wśród innych pisarzy ze „straconego pokolenia”. Bazując na wcześniejszych przeżyciach ze święta Sanfermines w 1926 roku wydał powieść Słońce też wschodzi, która przyniosła mu światową sławę. W 1927 roku rozwiódł się z Hadley i ożenił się z Pauliną Pfeiffer.
W 1940 roku, po 13 latach małżeństwa, Hemingway i Paulina rozwiedli się. W tym samym roku autor poślubił Marthę Gellhorn i opublikował powieść Komu bije dzwon. Hemingway rozstał się z Marthą, kiedy poznał w Londynie Mary Welsh. Podczas II wojny światowej brał udział między innymi w wyzwoleniu Paryża i ofensywie w Ardenach.
Często jest przedstawiany jako klasyczny przedstawiciel literatury amerykańskiej. Styl pisania Hemingwaya stał się znany jako „iceberg theory”.
W 1954 roku podczas pobytu na safari dwukrotnie przeżył wypadki lotnicze. Popełnił samobójstwo w swoim domu w Ketchum w 1961 roku.

## Życiorys

### Dzieciństwo
Ernest Miller Hemingway urodził się 21 lipca 1899 roku na przedmieściach Chicago w Oak Park w stanie Illinois. Jego ojciec Clarence Edmonds Hemingway był z zawodu lekarzem, a matka Grace Hall-Hemingway muzykiem. Później Hemingway przyznał, że nie lubił swojego imienia, ponieważ przypominało mu o postaci ze sztuki Bądźmy poważni na serio autorstwa Oscara Wilde’a. Rodzina przeniosła się później do większego domu, w którym Grace miała własne studio, a Clarence biuro. Matka Hemingwaya często grała na koncertach w okolicy. Jej upór, żeby syn nauczył się grać na wiolonczeli stał się źródłem konfliktu między nimi, ale Hemingway później przyznał, że lekcje muzyki były przydatne w jego twórczości, co widać np. w „kontrapunktowej strukturze” powieści Komu bije dzwon. Już jako dorosły, Hemingway twierdził, że nienawidził swojej matki, jednak biograf Michael S. Reynolds uważa, że odzwierciedlał jej entuzjazm i energiczność. Rodzina posiadała dom letniskowy „Windermere”, gdzie jako czterolatek nauczył się od swojego ojca polowania, łowienia i obozowania w lasach i nad jeziorami północnego Michigan. Częste przebywanie na łonie natury zaszczepiło w nim pasję do spędzania czasu na świeżym powietrzu i życia w odległych lub odizolowanych miejscach.
W latach 1913–1917 Hemingway uczęszczał do szkoły średniej Oak Park and River Forest High School. Miał dobre stopnie z języka angielskiego i występował w orkiestrze szkolnej przez dwa lata ze swoją siostrą Marcelline. Na pierwszym roku chodził na zajęcia dziennikarskie, prowadzone przez Fannie Biggs, które zostały zorganizowane w taki sposób jakby w klasie była prowadzona redakcja gazety. Najlepsi pisarze w klasie mogli przedkładać swoje artykuły do gazetki szkolnej „The Trapeze”. Prace Hemingwaya i Marcelline kilkukrotnie pojawiły się w gazetce. Pierwszy utwór Hemingwaya opublikowany w styczniu 1916 roku, traktował o występach lokalnej Chicagowskiej Orkiestry Symfonicznej. Hemingway w dalszym ciągu edytował „The Trapeze” i „Tabula” (inna gazeta szkolna), gdzie naśladował styl pisania reporterów sportowych i używał pseudonimu „Ring Lardner Jr.” na cześć redaktora Ringa Lardnera z gazety „Chicago Tribune”. Po ukończeniu liceum rozpoczął pracę w gazecie „The Kansas City Star”. Spędził tam sześć miesięcy, a porady redakcyjne gazety (używaj krótkich zdań, stosuj krótkie pierwsze akapity, używaj energicznych słów, bądź pozytywny, a nie negatywny) zostały podstawą jego twórczości na całe życie.

### I wojna światowa
Na początku 1918 roku Hemingway stawił się na rekrutację Czerwonego Krzyża i został wpisany na listę kierowców ambulansów we Włoszech. W maju przyleciał do Paryża, który był bombardowany przez niemiecką artylerię. Przed końcem czerwca trafił na włoski front, gdzie prawdopodobnie poznał pisarza Johna Dos Passosa. Pierwszego dnia pobytu w Mediolanie został wysłany do zniszczonej fabryki, w której razem z innymi sanitariuszami szukał ciał kobiet. To zdarzenie zostało przez niego później opisane w książce Śmierć po południu. Kilka dni później został przeniesiony do miasta Fossalta di Piave.
8 lipca podczas ostrzału moździerzowego został ciężko ranny. Pomimo odniesionych ran Hemingway ciągle pomagał włoskim żołnierzom, za co odznaczono go włoskim srebrnym Medalem za Męstwo Wojskowe. Doznał poważnych ran od odłamków w obu nogach, po czym przeszedł natychmiastową operację i spędził pięć dni w szpitalu polowym, zanim został przeniesiony na rekonwalescencję do szpitala Czerwonego Krzyża w Mediolanie. Podczas sześciomiesięcznego pobytu w szpitalu, dzielił swój pokój z późniejszym ambasadorem i pisarzem Henrym Serrano Villardem. Przebywając w szpitalu zakochał się w starszej od niego o siedem lat pielęgniarce Agnes von Kurowsky. Gdy Hemingway wyzdrowiał i powrócił do Stanów w styczniu 1919 roku, razem z Agnes postanowili jak najszybciej wziąć ślub. Jednakże w marcu Agnes oświadczyła listownie, że jest zaręczona z włoskim oficerem. Według biografa Jeffreya Meyersa Hemingway był zrozpaczony po odmowie Agnes i w każdym kolejnym związku to on pierwszy odchodził od żony, zanim zostałby ponownie porzucony. Wydarzenia, których był świadkiem we Włoszech stały się podstawą do napisania powieści Pożegnanie z bronią.

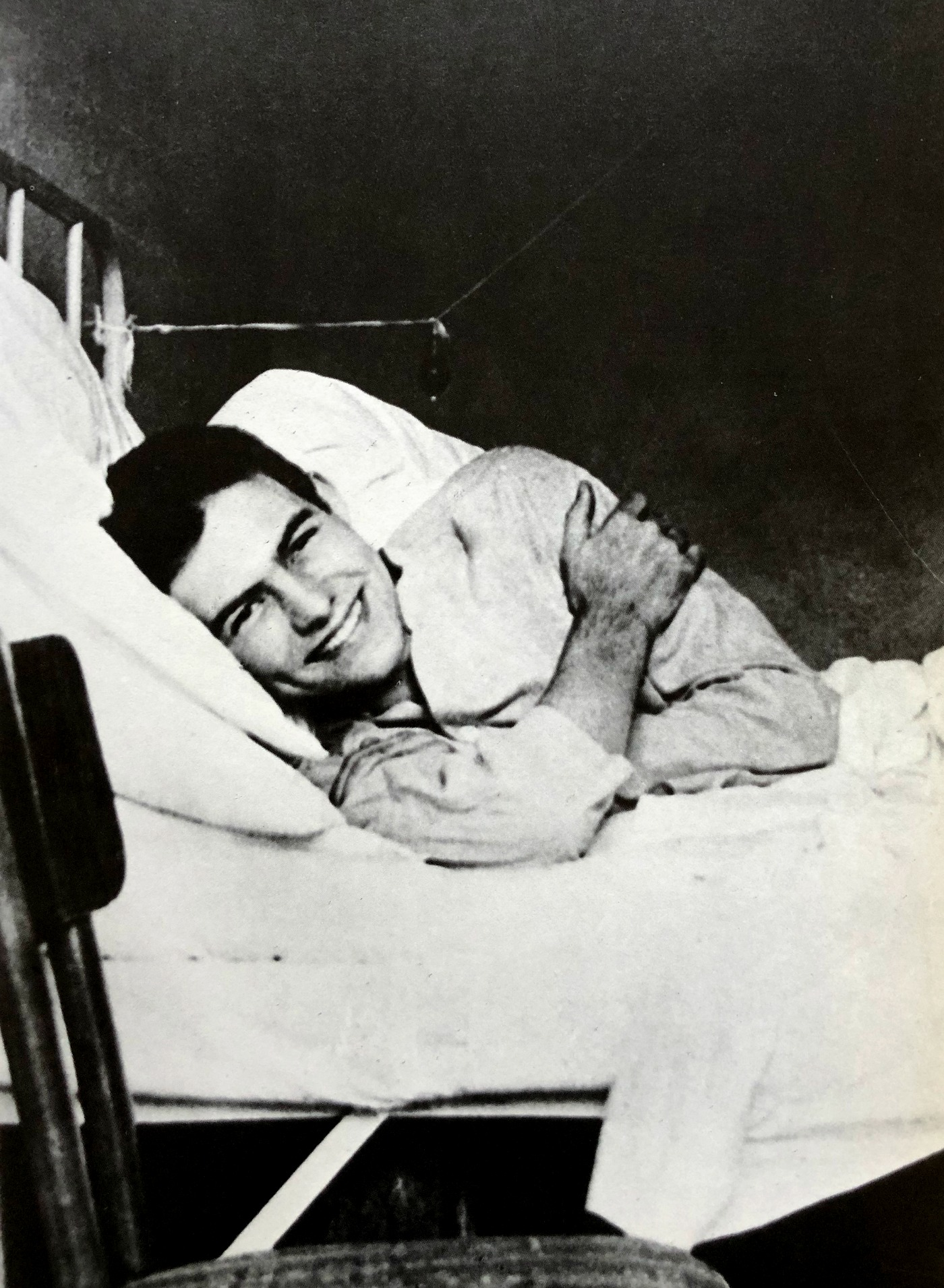
Ernest Hemingway w szpitalu (1918)

### Toronto i Chicago
Hemingway wrócił do domu na początku 1919 roku. We wrześniu wyjechał z kolegami z liceum na wycieczkę kempingową na Górny Półwysep w Michigan. Wyjazd stał się inspiracją do napisania opowiadania Rzeka dwóch serc, w którym to główny bohater Nick Adams wyjeżdża na prowincję, żeby odpocząć od wojny, w której brał udział. Przyjaciel rodziny zaproponował mu pracę w Toronto i nie mając innego zajęcia, zaakceptował ją. Później w tym samym roku zaczął tam pracować jako wolny strzelec, redaktor i korespondent zagraniczny dla „Toronto Star Weekly”. Wrócił do Michigan w czerwcu, a następnie przeniósł się do Chicago we wrześniu 1920, gdzie zamieszkał z przyjaciółmi, a jednocześnie pisał artykuły dla „Toronto Star”. W Chicago pracował jako redaktor miesięcznika „Cooperative Commonwealth”, gdzie poznał powieściopisarza Sherwooda Andersona. Hadley Richardson przybyła do Chicago, aby odwiedzić siostrę współlokatora Hemingwaya. Po kilku miesiącach znajomości zdecydowali się pobrać i wyjechać do Europy. Początkowo myśleli o Rzymie, jednak Anderson zasugerował im Paryż. Hemingway i Hadley wzięli ślub 3 września 1921, a dwa miesiące później wyjechali do Paryża po tym, jak Hemingway dostał tam pracę jako reporter „Toronto Star”.

### Paryż

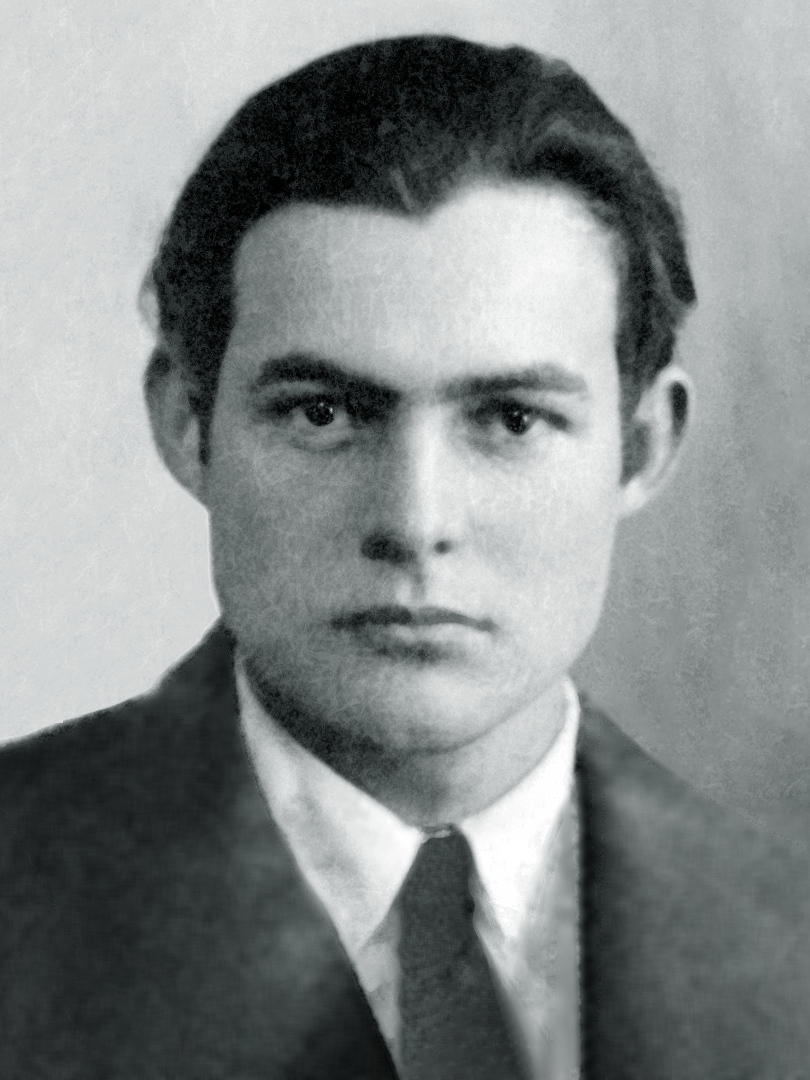
Ernest Hemingway (1923)

W Paryżu Hemingway poznał takich autorów jak Gertrude Stein, James Joyce oraz Ezra Pound, którzy pomagali młodym pisarzom rozwijać karierę. Razem z Hadley zamieszkali w małym mieszkaniu w Dzielnicy Łacińskiej. Stein, będąc jedną z ważniejszych autorek modernizmu w Paryżu, stała się mentorką Hemingwaya. Wprowadziła go do świata artystów i pisarzy emigracyjnych dzielnicy Montparnasse, których określała „straconym pokoleniem”. Termin ten Hemingway spopularyzował wraz z publikacją Słońce też wschodzi. Hemingway jako znajomy Stein poznał wpływowych malarzy, takich jak Pablo Picasso, Joan Miró i Juan Gris. Po pewnym czasie wycofał się spod jej wpływu i ich relacje zamieniły się w spór o podłożu literackim trwający przez dziesiątki lat. Amerykański poeta Ezra Pound poznał Hemingwaya przez przypadek w sklepie z książkami Shakespeare and Company w 1922 roku. Pomiędzy pisarzami zawiązała się silna przyjaźń, w 1923 wyjechali razem do Włoch, a rok później mieszkali na tej samej ulicy.
Podczas pierwszych 20 miesięcy w Paryżu Hemingway napisał 88 artykułów dla gazety „Toronto Star”. Jego reportaże obejmowały wojnę grecko-turecką, w tym wielki pożar Smyrny, którego był naocznym świadkiem. W tym samym czasie Hadley podróżująca do Genewy zgubiła na stacji Gare de Lyon walizkę ze szkicami Hemingwaya. We wrześniu 1923 para wróciła do Toronto, gdzie 10 października na świat przyszedł ich pierwszy syn Jack Hemingway. W tym samym czasie wydano pierwszy zbiór opowiadań Hemingwaya Three Stories and Ten Poems. Kilka miesięcy później wydano drugi zbiór in our time (małymi literami), który zawierał 6 winiet i 12 opowiadań napisanych poprzedniego lata w Hiszpanii. Pobyt w Toronto nudził Hemingwaya, ciągle tęsknił za Paryżem i chciał wrócić do życia pisarza, zamiast znowu być dziennikarzem.
Hemingway z Hadley i ich synem (nazywanym przez nich Bumbym) wrócili do Paryża w styczniu 1924 roku. W tym okresie Hemingway i Ford Madox Ford razem redagowali miesięcznik literacki „The Transatlantic Review”, w którym pojawiały się prace takich poetów jak Ezra Pound, John Dos Passos, a także wczesne prace Hemingwaya np. Obóz indiański. W 1925 roku w Stanach wydano zbiór opowiadań In Our Time (dużymi literami), w którym krytycy docenili jego świeży styl. W tym samym roku jeszcze przed publikacją książki Hemingway poznał innego amerykańskiego pisarza F. Scotta Fitzgeralda. Kiedy Fitzgerald wydał w kwietniu powieść Wielki Gatsby, Hemingway przeczytał ją, wyraził się o niej pozytywnie i postanowił, że jego kolejna praca będzie powieścią.
Hemingway wraz z żoną po raz pierwszy odwiedzili festiwal San Fermin w Pampelunie w Hiszpanii w 1923 roku. Wtedy też Hemingwaya zafascynowały walki byków. Para wróciła do Pampeluny kolejno w 1924 i 1925 roku; za trzecim razem przyjechali z grupą amerykańskich i brytyjskich ekspatriantów. Wśród nich byli: Bill Smith, Donald Ogden Stewart, Harold Loeb, niedawno rozwiedziona Lady Duff Twysden i jej narzeczony Pat Guthrie. Kilka dni po zakończeniu fiesty, Hemingway rozpoczął prace nad szkicem w dniu swoich urodzin (21 lipca). Po ośmiu tygodniach przekształci się w jego pierwszą powieść Słońce też wschodzi. Kilka miesięcy później w grudniu 1925 Hemingway i Hadley przenieśli się do Schruns w Austrii. aby spędzić tam zimę. Będąc na miejscu, pisarz pracował nad poprawkami swojego rękopisu. Paulina Pfeiffer dołączyła do nich w styczniu i wbrew opinii Hadley, poprosiła Hemingwaya, aby podpisał umowę z wydawnictwem Scribner’s. Pisarz wyjechał do Nowego Jorku na szybkie spotkanie z wydawcami, a po powrocie zatrzymał się w Paryżu, gdzie zaczął romansować z Pauliną. Następnie wrócił do Schruns, gdzie zakończył korekty w marcu. Rękopis przybył w kwietniu do Nowego Jorku; ostatnie poprawki naniósł w Paryżu w sierpniu 1926, a Scribner’s opublikowało powieść w październiku.

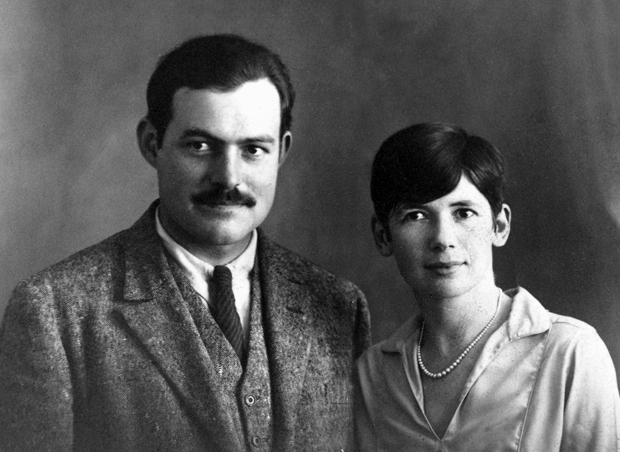
Ernest i Paulina Hemingway, Paryż, 1927

Relacje pomiędzy Hemingwayem i Hadley pogorszyły się w trakcie, gdy on pracował nad książką Słońce też wschodzi. Na wiosnę 1926 roku Hadley dowiedziała się o jego romansie z Pauliną Pfeiffer, która tego lipca przybyła z nimi do Pampeluny. W dniu ich powrotu do Paryża Hadley poprosiła o separację; w listopadzie oficjalnie wniosła o rozwód. Podzielili swój dobytek, a dodatkowo Hadley przyjęła ofertę Hemingwaya otrzymania zysków pochodzących ze Słońce też wschodzi. Para rozwiodła się w styczniu 1927, a Hemingway ożenił się z Pfeiffer w maju tego samego roku.
Pfeiffer, która pochodziła z bogatej katolickiej rodziny z Arkansas, przeniosła się do Paryża, aby pracować dla magazynu „Vogue”. Przed zawarciem małżeństwa, Hemingway przeszedł na katolicyzm. Sądzi się, że Hemingway przez całe życie okazywał religijną obojętność, pomimo zainteresowania tematami biblijnymi w wielu swoich dziełach. Inne źródła podają natomiast, że Hemingway uczęszczał na mszę (choć nieregularnie) przez resztę swojego życia, odbywał pielgrzymki, spowiadał się, oraz wychował swoich trzech synów jako katolików. Religijność Hemingwaya pozostaje więc kwestią sporną. Wspólnie z Pfeiffer spędził miesiąc miodowy w Le Grau-du-Roi, gdzie zachorował na wąglika. W tym samym okresie pracował nad kolejnym zbiorem opowiadań, który został opublikowany w październiku 1927 roku pod tytułem Mężczyźni bez kobiet. Pod koniec roku Paulina, która była w ciąży, chciała wrócić do Ameryki. Znajomy pisarz John Dos Passos polecił im miasto Key West i para opuściła Paryż w marcu 1928 roku. Wiosną tego samego roku, jeszcze przed powrotem do Stanów, Hemingway doznał poważnych obrażeń w ich paryskiej łazience, kiedy pociągnął za świetlik myśląc, że ciągnie za łańcuch toaletowy. Ten wypadek pozostawił u niego bliznę na czole, która była widoczna przez resztę jego życia. Kiedy Hemingway był pytany o blizny – unikał odpowiedzi. Po wyjeździe z Paryża Hemingway już nigdy nie mieszkał w wielkim mieście.

### Key West

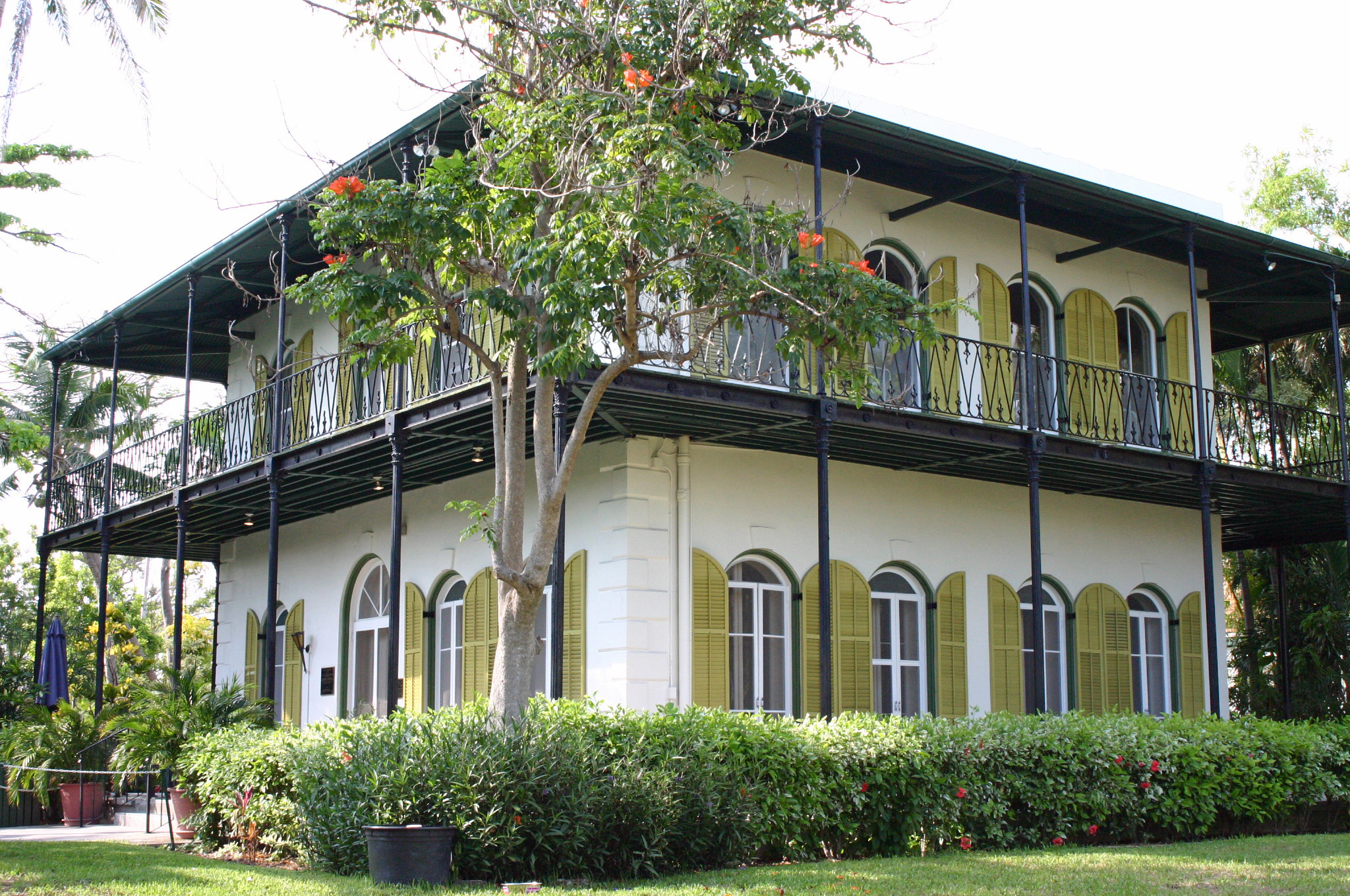
Dom Hemingwaya

Późną wiosną Hemingway i Paulina udali się do Kansas City, gdzie ich syn Patrick urodził się 28 czerwca 1928 roku. Paulina miała trudny poród, co zostało później opisane w powieści Pożegnanie z bronią. Zimą, kiedy był z Bumbym w Nowym Jorku i miał wsiąść do pociągu na Florydę, dostał telegram mówiący o samobójstwie jego ojca. Hemingway był załamany, chwilę po tym telegramie otrzymał list od ojca napisany jeszcze przed jego śmiercią, w którym ojciec napisał, żeby syn nie martwił się o pieniądze. Hemingway uświadomił sobie, jak musiała czuć się Hadley po samobójstwie jej własnego ojca w 1903 roku i całą sprawę skomentował słowami „pewnie czeka mnie to samo”.
Po powrocie do Key West w grudniu Hemingway pracował nad szkicem Pożegnania z bronią aż do wyjazdu do Francji w styczniu. Skończył nad nim prace w sierpniu, ale ciągle opóźniał korektę. Powieść została wydana w Nowym Jorku 27 września. W Hiszpanii latem 1929 roku Hemingway pracował nad kolejną książką Śmierć po południu. Jego celem było napisać obszerny traktat o walkach byków, wyjaśniając takie pojęcia jak toreador czy korrida, dołączając glosariusz i załączniki, ponieważ wierzył, że walki byków są bardzo interesującym przeżyciem i dosłownie opisem życia i śmierci.

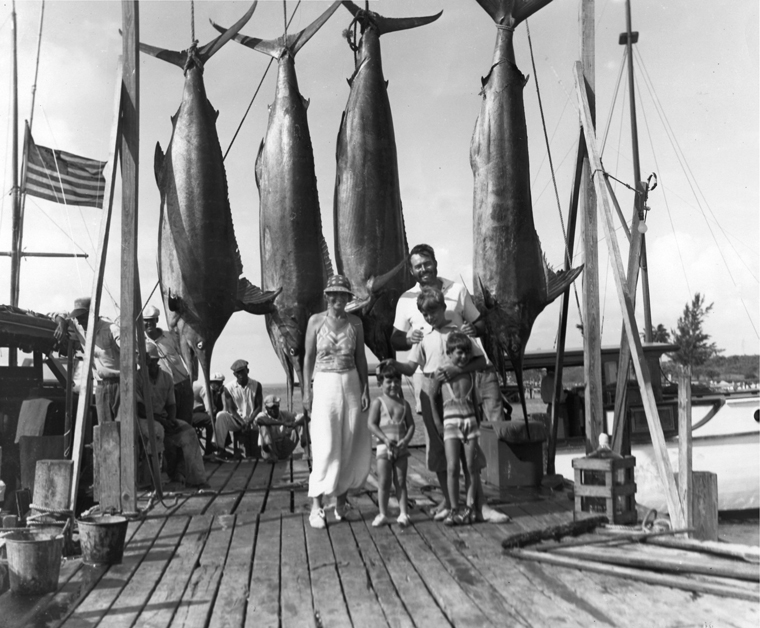
Ernest, Paulina, Bumby, Patrick i Gregory Hemingway ze złowionymi marlinami, Bimini, 1935

We wczesnych latach 30. Hemingway spędzał zimy w Key West i lata w Wyoming, gdzie polował na jelenie, łosie i niedźwiedzie grizzly. Dołączył do niego John Dos Passos. W listopadzie 1930, po doprowadzeniu Dos Passosa do stacji kolejowej w Billings, Hemingway złamał rękę w wypadku samochodowym. Chirurg opatrzył poprzeczne złamanie spiralne i związał kość za pomocą ścięgna kangura. Hemingway był hospitalizowany przez siedem tygodni, podczas których opiekowała się nim Paulina; przez kolejny rok odczuwał ból w ręce.
Jego trzeci syn Gregory Hancock Hemingway urodził się 12 listopada 1931 w Kansas. Wujek Pauliny kupił im dom w Key West razem z powozownią, której drugie piętro zaadaptowano na pracownię Hemingwaya. W 1933 Hemingway wraz z żoną udali się na safari we wschodniej Afryce. Najpierw odwiedzili Mombasę, Nairobi i Machakos w Kenii. Następnie udali się na safari w okolice jeziora Manyara oraz na zachód i południowy wschód od obecnego parku narodowego Tarangire. Ich przewodnikiem był Philip Hope Percival, który polował także z Theodore’em Rooseveltem w 1909 roku. W trakcie polowań Hemingway zachorował, przez co musiał być transportowany samolotem do Nairobi. To wydarzenie opisał później w opowiadaniu Śniegi Kilimandżaro. 10-tygodniowa podróż stała się źródłem dla książki Zielone wzgórza Afryki i opowiadań Śniegi Kilimandżaro i Krótkie szczęśliwe życie Franciszka Macombera. W 1935 roku wydano Zielone wzgórza Afryki, ale powieść ta spotkała się ze średnim zainteresowaniem ze strony krytyków.
W 1934 Hemingway kupił łódź, którą nazwał „Pilar” i pływał nią po Karaibach. Podczas podróży trafił do Bimini, gdzie zatrzymał się na kilka miesięcy i pracował tam nad powieścią Mieć i nie mieć.

### Hiszpańska wojna domowa

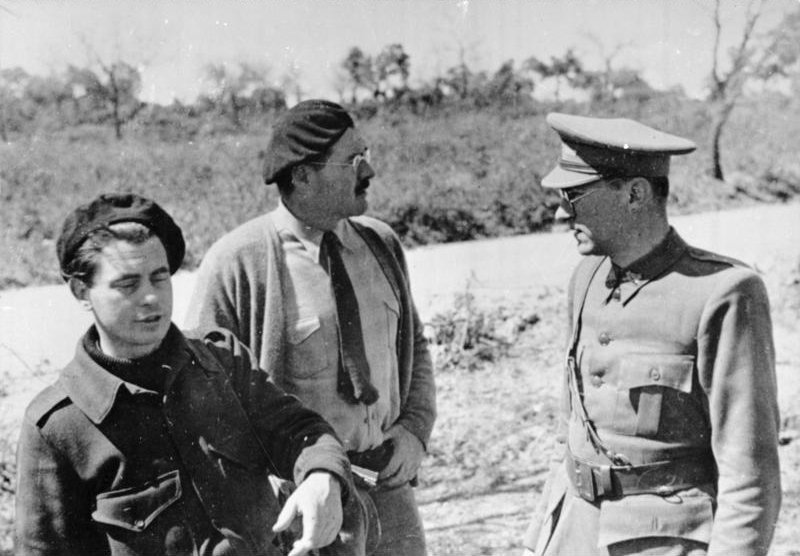
Od lewej: holenderski reżyser Joris Ivens, Hemingway i niemiecki pisarz Ludwig Renn, Hiszpania, 1937

W 1937 Hemingway zdecydował się być korespondentem dla agencji North American Newspaper Alliance. Jego zadaniem było relacjonowanie wydarzeń związanych z hiszpańską wojną domową. W marcu tego samego roku trafił do Hiszpanii razem z holenderskim reżyserem Jorisem Ivensem. Ivens, pracujący nad filmem Ziemia hiszpańska, chciał, by Hemingway zastąpił Dos Passosa w roli scenarzysty. Dos Passos opuścił projekt po tym, jak jego znajomy José Robles został aresztowany, a później stracony. Dos Passosa rozgniewał oficjalny i sugestywny sposób, w jaki Hemingway przekazał mu informacje o losie jego przyjaciela. Zdarzenie to było źródłem konfliktu na tle politycznym pomiędzy pisarzami. W Hiszpanii do Hemingwaya dołączyła amerykańska dziennikarka Martha Gellhorn, którą poznał rok wcześniej podczas świąt Bożego Narodzenia. W 1937 roku, podczas gdy Madryt był bombardowany, Hemingway pracował nad swoim jedynym utworem dramatycznym pt. Piąta kolumna. Dzieło ukazało się w październiku 1938 w ramach antologii łączącej tę sztukę i niektóre z poprzednich opowiadań Hemingwaya. Książka spotkała się z mieszanym odbiorem krytyków literackich.

### Kuba

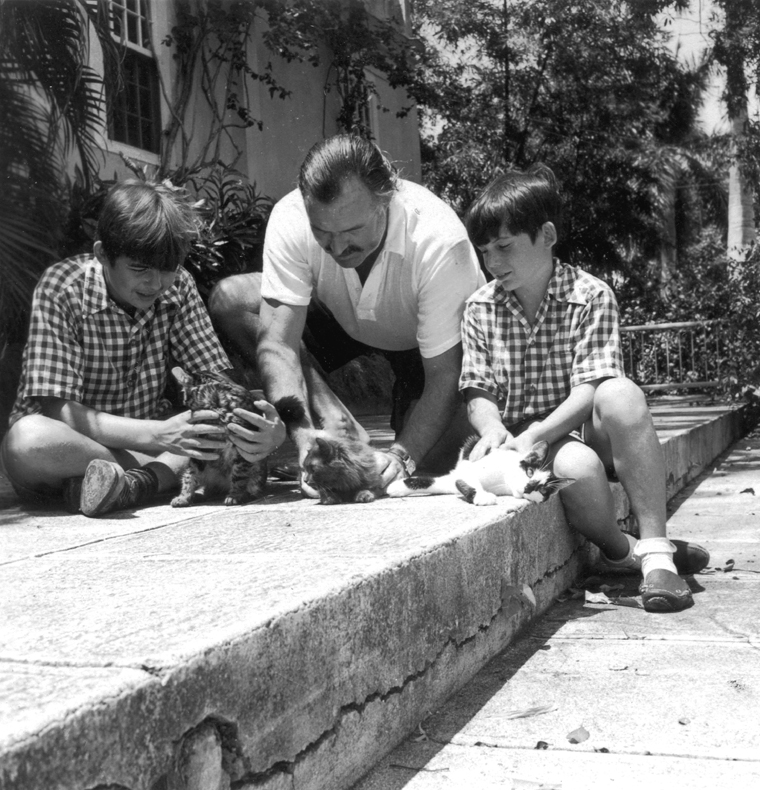
Hemingway i jego dwóch synów Patrick i Gregory, Finca Vigia, 1942

Wiosną 1939 roku Hemingway dopłynął na Kubę i wynajął pokój w hotelu na Hawanie. Krótko później dołączyła do niego Martha, po czym zdecydowali się wynająć posiadłość Finca Vigía niedaleko Hawany. Po okresie separacji Hemingway i Paulina rozwiedli się, a 21 listopada 1940 roku autor ożenił się z Marthą. Podobnie do tego, co miało miejsce po rozwodzie z Hadley, Hemingway przeniósł swoją letnią rezydencję do Ketchum w stanie Idaho, a zimowy dom na Kubę. Gellhorn zainspirowała go do napisania jednej z jego najbardziej znanych powieści, Komu bije dzwon, którą rozpoczął w marcu 1939 roku i zakończył w lipcu 1940 roku. Została ona opublikowana w październiku 1940 roku. W ciągu kilku miesięcy od premiery książka sprzedała się w liczbie ponad pół miliona egzemplarzy, a także została nominowana do nagrody Pulitzera.
W styczniu 1941 roku Martha została wysłana do Chin jako reporterka magazynu „Collier’s”. Razem z nią do Chin trafił Hemingway, który podobnie jak Martha pisał reportaże dla gazety „PM”. Wrócili na Kubę przed dołączeniem Stanów Zjednoczonych do II wojny światowej. Autorzy książki Spies: The Rise and Fall of the KGB in America sugerują, że jeszcze przed wyjazdem do Chin Hemingway został tajnym agentem służb KGB pod kryptonimem „Agent Argo”.
27 czerwca 1942 roku rząd Stanów Zjednoczonych wydał oświadczenie, w którym prosił wszystkie osoby posiadające łódź lub statek o zgłoszenie się na ochotnika do patrolowania wód przybrzeżnych Ameryki Północnej. Głównym celem było poszukiwanie niemieckich łodzi podwodnych. W latach 1942–1944 na swojej łodzi Hemingway patrolował wody wzdłuż wybrzeża Kuby i w Zatoce Meksykańskiej.

### II wojna światowa

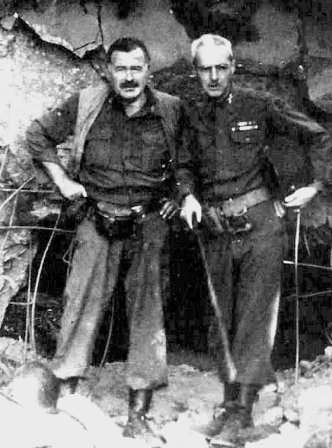
Hemingway i Charles T. Lanham, Hürtgenwald, Niemcy, 1944

W okresie od maja 1944 do marca 1945 roku Hemingway przebywał w Europie. Kiedy po raz pierwszy przybył do Londynu, poznał tam korespondentkę czasopisma „Time” – Mary Welsh, w której się zauroczył. Martha została zmuszona do przepłynięcia przez Atlantyk na statku wypełnionym materiałami wybuchowymi, ponieważ Hemingway nie chciał jej pomóc w otrzymaniu legitymacji dla prasy uprawniającej do podróży samolotem. Później przybyła do Londynu, aby znaleźć Hemingwaya w szpitalu ze wstrząśnieniem mózgu doznanym w wypadku samochodowym. Nie patrząc na jego stan, oskarżyła go o bycie tyranem. Hemingway ostatni raz widział Marthę w marcu 1945 roku, kiedy to przygotowywał się do powrotu na Kubę. W międzyczasie podczas trzeciego spotkania z Mary Welsh poprosił ją, żeby wyszła za niego za mąż.
Hemingway był obecny podczas lądowania w Normandii, ale według biografa Meyersa, był uważany za ważną osobę i nie zezwolono mu na zejście na ląd. Carlos Mellow opisał, że w pierwszym dniu desantu żaden z korespondentów nie mógł lądować i Hemingway musiał wrócić na pokład statku „Dorothea Dix”. W lipcu tego samego roku został przydzielony do 22. pułku piechoty dowodzonego przez pułkownika Charlesa T. Lanhama, a także stał się przywódcą małej grupy wiejskiej bojówki z Rambouillet pod Paryżem. Będąc we Francji pojmał kilku Niemców. Prowadzenie oddziału i jednoczesne bycie korespondentem wojennym jest niezgodne z konwencjami genewskimi, jednak po przesłuchaniu przez Inspektora Generalnego Hemingway został oczyszczony z zarzutów.
W dniu 25 sierpnia był obecny przy wyzwoleniu Paryża, choć wbrew legendzie, nie był pierwszym w mieście, ani nie wyzwolił hotelu Ritz. W Paryżu już razem z Mary Welsh odwiedził znajomych – Sylvię Beach i Pabla Picassa, a także pogodził się z Gertrude Stein.
Później tego samego roku był świadkiem serii walk o las Hürtgen. 17 grudnia 1944 roku w gorączce i złym stanie Hemingway samotnie dojechał do Luksemburga w celu relacji wydarzeń z bitwy, którą później nazwano ofensywą w Ardenach. Jak tylko tam dotarł, pułkownik Lanham przekazał go lekarzom, którzy zdiagnozowali u niego zapalenie płuc. Do czasu, gdy odzyskał siły minął tydzień i większość walk tej bitwy się skończyła.
W 1947 roku Hemingway otrzymał Brązową Gwiazdę za męstwo podczas II wojny światowej.

### Afryka, nagrody
W 1946 roku poślubił Mary Welsh. Rok wcześniej para miała wypadek samochodowy, w którym Hemingway zranił głowę i kolano, a Mary prawą kostkę. W 1947 roku Patrick Hemingway uległ wypadkowymi samochodowemu, po którym był ciężko chory. Przez kilka lat autor cierpiał na depresję spowodowaną śmiercią bliskich mu osób: w 1939 zmarli William Butler Yeats i Ford Madox Ford, w 1940 Francis Scott Fitzgerald; w 1941 Sherwood Anderson i James Joyce; w 1946 Gertrude Stein i w kolejnym roku Max Perkins – długoletni przyjaciel pisarza. W tym okresie cierpiał na cukrzycę, miewał bóle głowy, wysokie ciśnienie i problemy z nadwagą. Później autor sam określił, że w latach 1942–1945 nie był aktywny zawodowo. W styczniu 1946 powrócił do pisania. Do czerwca ukończył 800 stron powieści Rajski ogród. Rozpoczął też prace nad trzyczęściową powieścią opisującą losy różnych ludzi z trzech perspektyw podczas II wojny światowej. Składały się na nią The Land, The Sea i The Air, które chciał wydać razem jako The Sea Book jednak oba projekty zostały przez niego zarzucone. Ostatecznie „część morska” przekształciła się w powieść Wyspy na Golfsztromie oraz opowiadanie Stary człowiek i morze.
W 1948 roku Hemingway i Mary udali się do Europy zatrzymując się w Wenecji na kilka miesięcy. Podróż przez Atlantyk i z powrotem odbyli na polskim statku pasażerskim Jagiełło. Podczas ich pobytu Hemingway zakochał się w 19-letniej Adrianie Ivancich. Ich platoniczna miłość była inspiracją do napisania książki Za rzekę, w cień drzew. Powieść została wydana w 1950 roku i otrzymała negatywne recenzje. W kolejnym roku wściekły na nieprzychylne recenzje w ciągu 8 tygodni napisał wstępną wersję opowiadania Stary człowiek i morze mówiąc, że jest to najlepsze co może stworzyć w swoim życiu. Opowiadanie zostało dobrze przyjęte, a w 1953 roku autor został laureatem nagrody Pulitzera.

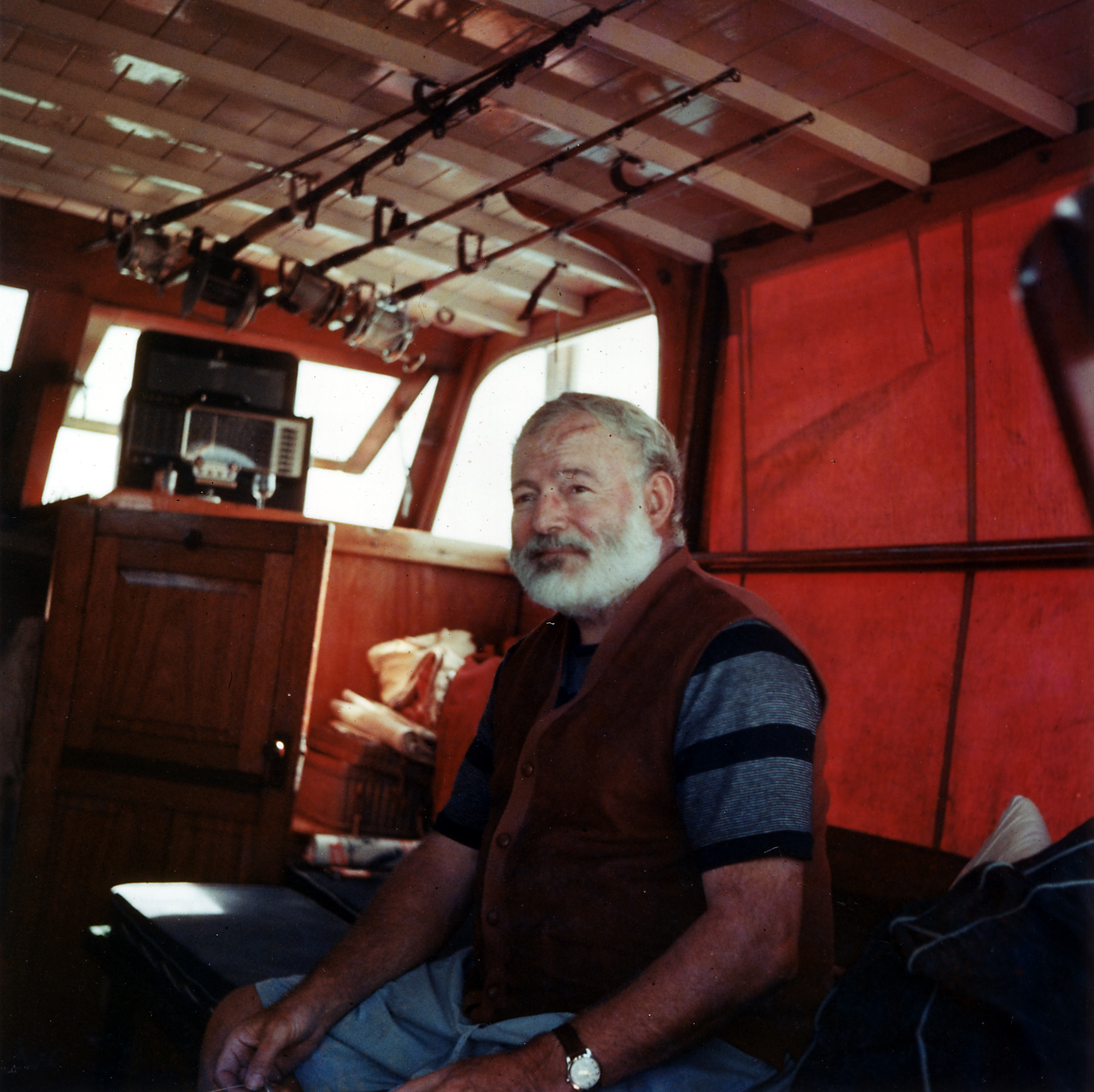
Hemingway na pokładzie Pilar, około 1950

W 1954 roku, będąc w Afryce, Hemingway uczestniczył w dwóch katastrofach lotniczych. W ramach świątecznego prezentu dla Mary wynajął lot samolotem nad Kongiem Belgijskim. W drodze powrotnej niedaleko wodospadu Murchisona samolot zahaczył o nieużywaną linię telegraficzną i musiał lądować awaryjnie. Hemingway odniósł obrażenia głowy, natomiast Mary miała złamane dwa żebra. Następnego dnia para próbowała dostać się do placówki medycznej w mieście Entebbe. W tym celu wynajęli kolejny samolot, który zaczął się palić zaraz po tym, jak wzniósł się w powietrze. Hemingway dostał wstrząśnienia mózgu i poparzeń rąk. W tym samym roku podczas pożaru buszu autor doznał poparzeń drugiego stopnia na nogach, torsie i lewej dłoni. W październiku tego samego roku Hemingway otrzymał nagrodę Nobla w dziedzinie literatury. Z powodu doznanych ran zdecydował, że nie poleci do Sztokholmu by odebrać nagrodę. Zamiast tego wysłał swoje przemówienie opisujące życie pisarza.
W listopadzie, podczas pobytu w Paryżu, przypomniano mu o jego kufrze, którego nie zabrał z hotelu Ritz w 1928 roku. Kufer był wypełniony zapiskami i notatkami z jego wcześniejszych lat w Paryżu. Podekscytowany odkryciem, po powrocie na Kubę w 1957 roku, zaczął ponownie pracować nad swoim pamiętnikiem Ruchome święto. Do 1959 roku zakończył okres intensywnej działalności: skończył Ruchome święto (które miało zostać wydane w następnym roku); To co prawdziwe o świcie liczyło 200 000 słów; dodał rozdziały do powieści Rajski ogród; pracował także nad Wyspy na Golfsztromie. Ostatnie trzy były przechowywane w sejfie w Hawanie, ponieważ skupił się na wykończeniu Ruchomego święta.
Posesja Finca Vigia stała się popularnym miejscem wśród turystów i złodziei, co zmusiło Hemingwaya do kupienia domu niedaleko Ketchum w stanie Idaho.

### Idaho

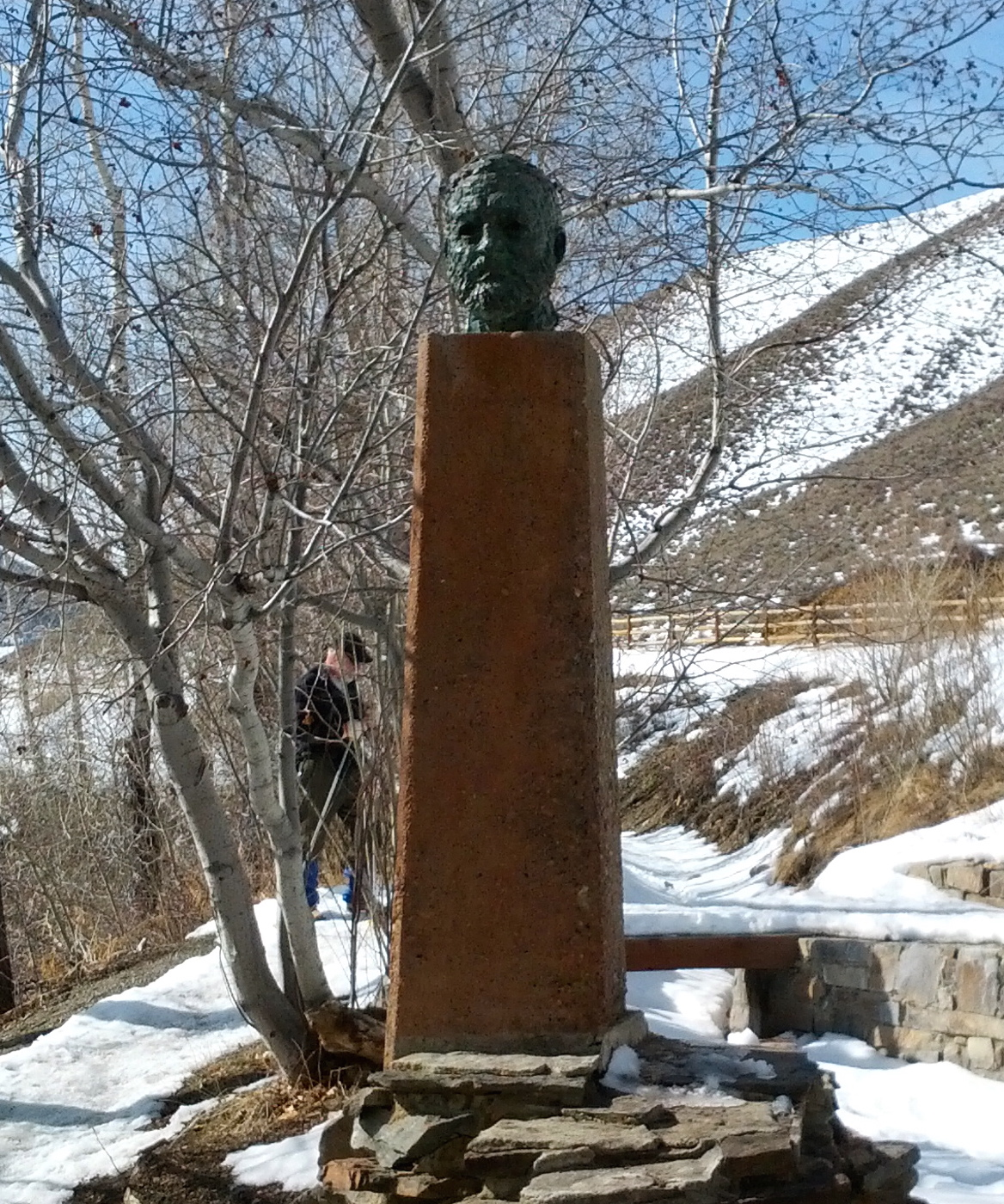
Pomnik Hemingwaya, Sun Valley

Do końca lat 50. Hemingway nadal pracował nad materiałem, który został opublikowany pośmiertnie jako Ruchome święto. Latem 1959 odwiedził Hiszpanię, gdzie studiował artykuły traktujące o walkach byków na zlecenie magazynu „Life”. Powrócił na Kubę w styczniu 1960 w celu dokończenia prac nad książką. Redakcja magazynu poprosiła tylko o 10 000 słów, ale rękopis okazał się znacznie większy. Po raz pierwszy w swoim życiu Hemingway nie był w stanie zorganizować swojego pisania i poprosił A. E. Hotchnera o pomoc. Hotchner przyjechał na Kubę i pomógł mu skrócić wersję dla „Life” do 40 000 słów, a wydawnictwo Scribner’s zgodziło się na opublikowanie pracy w pełnej wersji (The Dangerous Summer) zawierającą prawie 130 000 słów. 25 lipca 1960 Hemingway i Mary ostatecznie opuścili Kubę. Hemingway następnie poleciał sam do Hiszpanii, gdzie odbyła się sesja fotograficzna do okładki aktualnego numeru „Life”. W październiku opuścił Hiszpanię i poleciał do Nowego Jorku, gdzie nie chciał wyjść z mieszkania Mary twierdząc, że jest obserwowany.
W tym czasie Hemingway martwił się o pieniądze i swoje bezpieczeństwo. Obawiał się o rozliczenia podatkowe i tego, że nigdy nie powróci na Kubę, aby zabrać rękopisy, które zostawił tam w banku. Uważał, że FBI aktywnie monitoruje jego ruchy w Ketchum. FBI założyło mu teczkę w trakcie trwania II wojny światowej, kiedy to korzystał z łodzi „Pilar” w celu patrolowania wód przybrzeżnych Kuby w celu odkrycia niemieckich łodzi podwodnych. Cierpiał na pogłębiającą się depresję i alkoholizm, którego skutkiem była choroba wątroby. Zdiagnozowano u niego zaburzenia afektywne dwubiegunowe (psychoza maniakalno-depresyjna) oraz bezsenność. Ponadto J. Edgar Hoover miał agenta w Hawanie śledzącego Hemingwaya w latach 50. Trzy miesiące później w kwietniu 1961 w Ketchum o pierwszej w nocy w kuchni Mary zobaczyła Hemingwaya trzymającego strzelbę. Zadzwoniła do Saviersa, który po przyjechaniu opanował sytuację i przyjął go do szpitala w Sun Valley; stamtąd trafił do kliniki Mayo na kolejne zabiegi elektrowstrząsami. Został zwolniony pod koniec czerwca i wrócił do domu w Ketchum 30 czerwca. Dwa dni później nad ranem 2 lipca 1961 Hemingway zastrzelił się ze swojej ulubionej strzelby. Otworzył magazyn w piwnicy, w którym przechowywano jego broń, poszedł na górę do holu wejściowego i zastrzelił się z „dwulufowej strzelby, której używał tak często, że można ich relację nazwać przyjaźnią”.

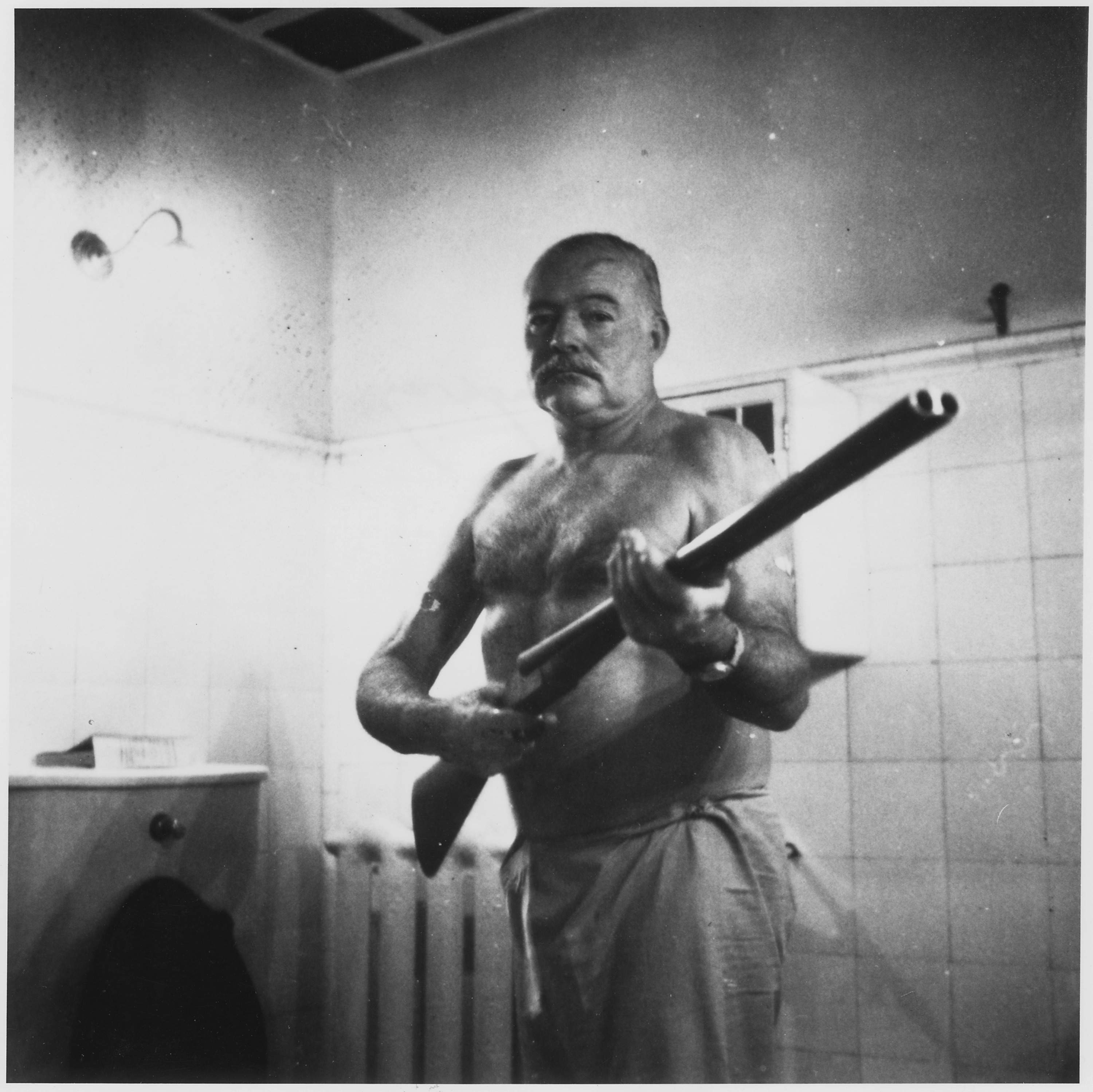
Ernest Hemingway ze strzelbą

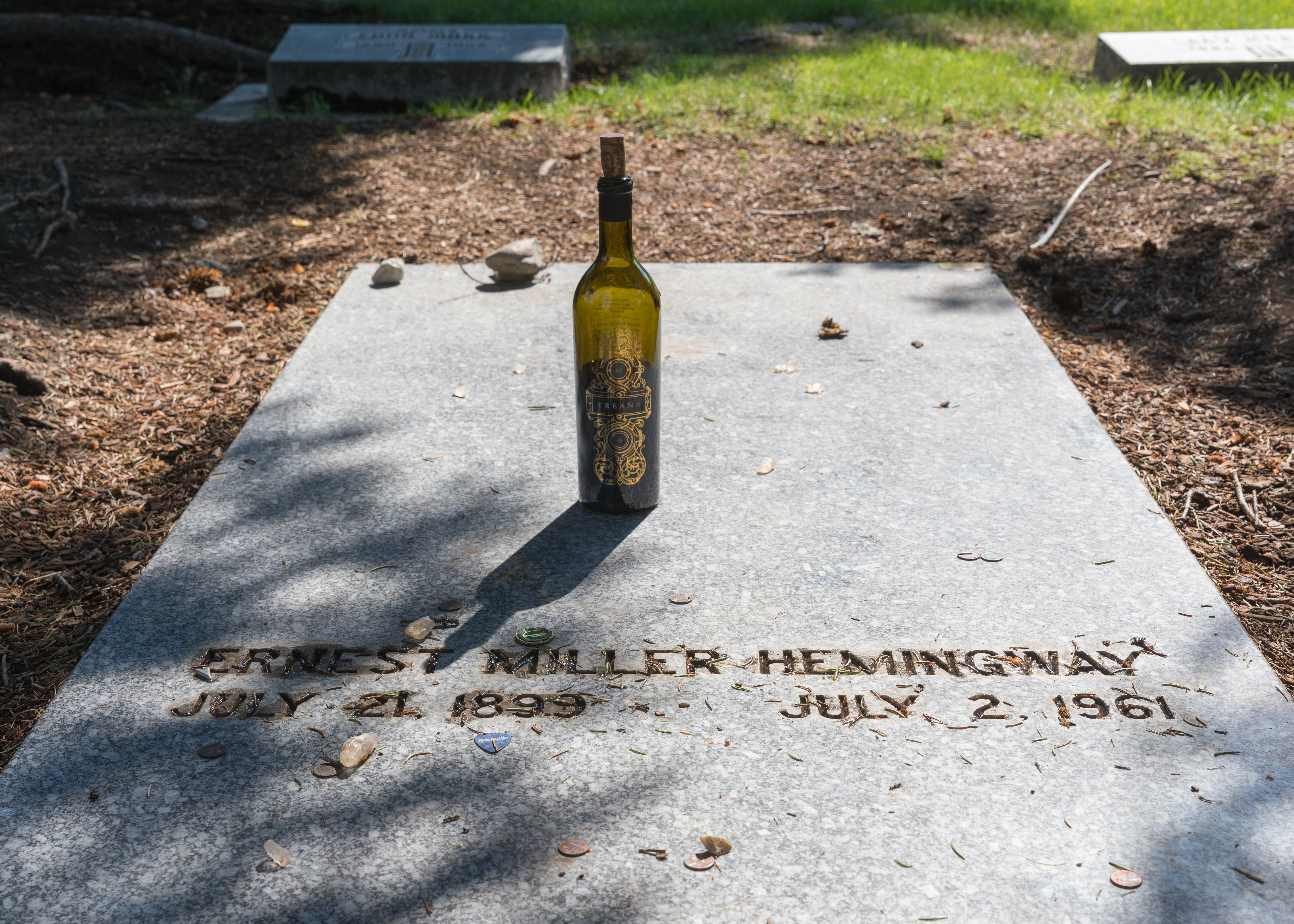
Grób Ernesta Hemingwaya na cmentarzu w Ketchum (2018)

## Twórczość
Hemingway od lat szkolnych interesował się dziennikarstwem pisząc dla gazetki szkolnej. Po ukończeniu edukacji pisał dla różnych gazet amerykańskich m.in. jako korespondent wojenny w Europie. Zadebiutował zbiorem opowiadań Three Stories and Ten Poems w 1923 roku.
Hemingway, „obywatel świata”, choć spędził większą część życia poza granicami Stanów Zjednoczonych, patrzył na świat z perspektywy Amerykanina. W swojej twórczości poruszał różnorodną tematykę, zachowując w niej cechy typowe dla „straconego pokolenia”. Przejawiały się one w kompozycji jego utworów, zmianach linii narracyjnej lub w cechach charakteru bohaterów. Frederick Henry (Pożegnanie z bronią), Jake Barnes (Słońce też wschodzi), Henry Morgan (Mieć i nie mieć), Robert Jordan (Komu bije dzwon), a nawet Santiago (Stary człowiek i morze) są swego rodzaju pokonanymi zwycięzcami – pod ich męstwem i mocnym charakterem ukryte są ból i napięcie. W powieści Za rzekę, w cień drzew Hemingway otwarcie powrócił do tematyki pierwszej wojny światowej wraz z charakterystyczną dla tego okresu stylistyką i poetyką, opowiadając historię miłości Richarda Cantwella do włoskiej arystokratki Renaty .
Ostra i oszczędna w środki stylistyczne proza Hemingwaya kształtowała się na bazie jego umiejętności dziennikarskich. Jednocześnie mistrzowska i prosta podkreślała bogactwo jego świata wewnętrznego i zawsze opierała się na osobistych doświadczeniach twórcy. Dla przykładu, ojczyste strony pisarza lub zawód jego ojca znalazły odzwierciedlenia w losach Nicka Adamsa (W naszych czasach), a udział autora w pierwszej wojnie światowej stał się podstawą do napisania nowel ze zbioru Mężczyźni bez kobiet oraz powieści Pożegnanie z bronią. Fakty biograficzne (praca w Czerwonym Krzyżu na froncie włosko-austriackim, pobyt w szpitalu wskutek ciężkich obrażeń, niespełniona miłość do sanitariuszki Agnes von Kurowsky) w prozie Hemingwaya są twórczo przekształcone w przejmujący obraz cierpienia i męstwa „straconego pokolenia” .
W powieści Słońce też wschodzi oraz pamiętniku Ruchome święto pisarz opisał Paryż lat dwudziestych jako tymczasowy azyl młodych Amerykanów, marnujących swoje życie w kawiarniach, podróżujących po świecie i znajdujących krótkie westchnienie w chwili obcowania z naturą (na przykład, scena łowienia pstrąga) czy podczas festynów (na przykład, hiszpańska fiesta). Takie podróżowanie bohaterów jest metaforą ich wewnętrznego niepokoju. Inną cechą postaci kreowanych przez Hemingwaya (jak i samego pisarza) jest pociąg do ekstremalnych wrażeń: śmiertelne ryzyko – na przykład, korrida (Słońce też wschodzi, Śmierć po południu, Niebezpieczne lato) czy safari (Zielone wzgórza Afryki, Krótkie szczęśliwe życie Franciszka Macombera, Śniegi Kilimandżaro). W tych utworach śmierć i okrutność stają się estetyczną sztuką walki i polowania .
Hemingway uczestniczył we współczesnych mu wydarzeniach historycznych, opiniował je w swoich utworach literackich i publicystycznych. W zbiorze opowiadań Zwycięzca nie otrzymuje nic, powieściach Mieć i nie mieć i Komu bije dzwon, dramacie Piąta kolumna i publicystyce okresu hiszpańskiego ukazał atmosferę tzw. gniewnej dekady (ang. angry decade, kryzysowe lata 30. XX wieku) i wojny domowej w Hiszpanii. Wydarzenia z lat 40. znalazły swoje odzwierciedlenie w powieści Wyspy na Golfsztromie i publicystyce okresu drugiej wojny światowej .
Hemingway jest jednym z członków tzw. „straconego pokolenia”. Otrzymał nagrodę Pulitzera i nagrodę Nobla w dziedzinie literatury. Jego styl pisania określany jest jako „iceberg theory”.

## Upamiętnienie

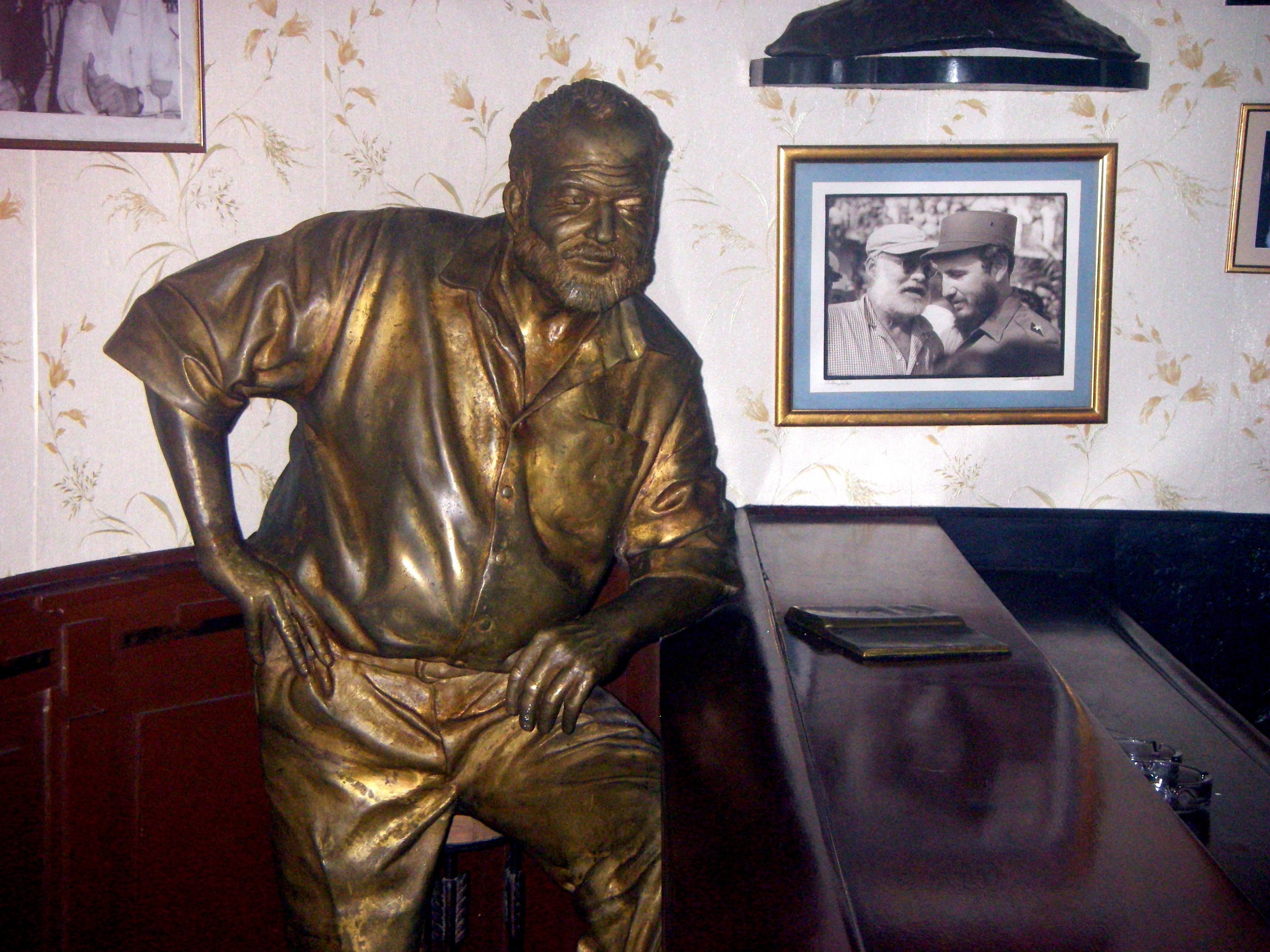
Pomnik Hemingwaya, bar El Floridita, Hawana

Planetoida odkryta w 1978 roku przez radzieckiego astronoma Nikołaja Czernycha została nazwana (3656) Hemingway. Wiele restauracji zawiera w swojej nazwie „Hemingway”, a niektóre z barów mają w nazwie „Harry’s” (ukłon w stronę baru w Za rzekę, w cień drzew). Od 1977 roku prowadzony jest coroczny konkurs literacki International Imitation Hemingway Competition. Laureaci w nagrodę otrzymują wycieczkę do Włoch do baru „Harry’s”. W Key West odbywa się coroczny konkurs na najlepszego sobowtóra Hemingwaya.
W 1965 roku Mary Hemingway utworzyła fundację Hemingwaya i w 1970 roku podarowała dokumenty męża bibliotece John F. Kennedy. W 1980 roku grupa badaczy Hemingwaya zebrała się, aby przeanalizować dokumenty, a następnie zawiązała stowarzyszenie.

## Wpływ na kulturę
Hemingway poprzez swoją pierwszą powieść Słońce też wschodzi spopularyzował określenie „stracone pokolenie”, do którego sam należał. Ponadto powieść pomogła rozreklamować gonitwy byków podczas święta Sanfermines. Główna bohaterka powieści stała się inspiracją dla młodych kobiet, które zaczęły ją naśladować ścinając włosy na krótko i nosząc pulowery. Od 1947 roku jego prace są włączane do kanonu literatury pięknej. Raper Taco Hemingway wziął częściowo pseudonim właśnie od Ernesta Hemingwaya.

## Hemingway w filmie
W 1993 roku miał premierę film Zapasy z Ernestem Hemingwayem o przyjaźni dwóch emerytowanych mężczyzn, Irlandczyka i Kubańczyka mieszkających w nadmorskim miasteczku na Florydzie. W filmie zagrali Robert Duvall, Richard Harris, Shirley MacLaine, Sandra Bullock i Piper Laurie. 
Hemingway jest postacią w filmie O północy w Paryżu z 2011 roku.
W 2012 roku premierę miał biograficzny film w reżyserii Philipa Kaufmana, pt. Hemingway i Gellhorn, o jego związku z Marthą.